# Cacicedo
Cacicedo es una localidad del municipio de Camargo (Cantabria, España). A 1 de enero de 2020 contaba con una población de 894 habitantes. La localidad se encuentra a 40 metros de altitud sobre el nivel del mar, y a 2,5 kilómetros de distancia de la capital municipal, Muriedas. En esta localidad existe una laguna llamada Pozona de Cacicedo. 